# Hamza Yerlikaya
Hamza Yerlikaya (* 3. června 1976) je bývalý turecký zápasník – klasik, olympijský vítěz z roku 1996 a 2000.

## Sportovní kariéra
Narodil se do rodiny národního zápasníka původem z malé sivaské horské obce Demiryazı, který šel pár měsíci před jeho narozením s manželkou a třemi dětmi hledat lepší životní podmínky do Istanbulu. Zápasení se věnoval od svých 11 let v místním železničním klubu Haydarpaşa Demirspor. Pod vedením trenérů Saliha Bory a Muzaffera Aydina se záhy začal specializovat na zápas řecko-římský. V roce 1993 pořádalo jeho rodné město Istanbul seniorské mistrovství Evropy, na kterém startoval v necelých 17 letech ve váze do 82 kg jako náhradník za zraněného Elvana Merta. Obsadil senzační druhé místo a téhož roku se na zářiovém mistrovství světa v Stockholmu stal nejmladším mistrem světa mezi dospělými.
V roce 1996 startoval na olympijských hrách v Atlantě jako úřadující mistr světa a Evropy. Bez ztráty technického bodu postoupil do finále proti Němci Thomasi Zanderovi. Na začátku druhé minuty finálového zápasu poslal rozhodčí jeho pasivního soupeře do partneru, čehož využil a kladivem a zvedem se ujal uvedení 3:0 na technické body. Tento bodový náskok udržel do konce pětiminutové hrací doby a získal zlatou olympijskou medaili.
Od roku 1997 startoval ve váze do 85 kg. V roce 1999 během první fáze olympijské kvalifikace nepostoupil na mistrovství světa v Athénách ze základní skupiny přes Američana Quinceyho Clarka. V roce 2000 tak musel sbírat body v druhé fázi olympijské kvalifikace, kterou bez větších potíži zvládnul. Na olympijských hrách v Sydney postoupil z prvního místa v základní skupině přes svého tradičního soupeře Němce Thomase Zandera do vyřazovacích bojů. Ve čtvrtfinále a semifinále neztratil se svými soupeři jeden technický bod a postoupil do finále proti Maďaru Sándoru Bárdosimu. V polovině druhé minuty prvního poločasu finálového zápasu poslal rozhodčí jeho pasivního soupeře do parteru, ve kterém hrubě chyboval a Bárdosiho parádní záručí prohrával 0:3 na technické body. Koncem první minuty druhého poločasu však opět dostal příležitost v parteru a krásným zvedem vyrovnal na 3:3. Tímto výsledkem skončila regulérní šestiminutová hrací doba i tříminutové prodloužení. Na řadu přišla pomocná kritéria – počet penalizací 1:3, která rozhodla o jeho druhé zlaté olympijské medaili.
Od roku 2002 začal mít se snížením své váhové kategorie o jeden kilogram na 84 kg problémy se shazováním váhy. Na olympijské hry v Athénách v roce 2004 se kvalifikoval s předstihem sedmým místem na mistrovství světa v Créteil v září 2003. V Athénách postoupil jako vítěz čtyřčlenné základní skupiny přímo do semifinále proti Aru Abra'amjanovi ze Švédska. Po nerozhodném prvním poločase 0:0 na technické body nařídil na začátku druhého poločasu rozhodčí kontakt (klinč), který neustál a prohrával 0:3 na technické body. Tuto bodovou ztrátu do konce hrací doby nesmazal a spadnul do souboje o třetí místo proti Bělorusu Vjačeslavu Makarenkovi. Po nerozhodném prvním poločase 0:0 na technické body nařídil na začátku druhého poločasu rozhodčí kontakt (klinč), při kterém jako první rozpojil ruce a prohrával 0:1 na technické body. V závěrečné minutě kladivem vyrovnal na 1:1 a tímto výsledkem skončila regulérní šestiminutová hrací doba. Na začátku prodloužení rozhodčí nařídil druhý kontakt, při kterém opět jako první rozpojil ruce a prohrával 1:2 na technické body. Tuto bodovou ztrátu do konce prodloužení nesmazal a obsadil 4. místo.
Od roku 2005 nahradil ve vyšší váze do 96 kg Mehmeta Özala. Jeho úspěšnou sportovní kariéru však předčasně ukončily komplikace se starým zraněním krční páteře. Na doporučení lékařů ukončil v roce 2007 sportovní kariéru.

## Výsledky
| Turnaj             | 1991 | 1992 | 1993 | 1994 | 1995 | 1996 | 1997 | 1998 | 1999 | 2000 | 2001 | 2002 | 2003 | 2004 | 2005 | 2006 |
| Turnaj             | 15   | 16   | 17   | 18   | 19   | 20   | 21   | 22   | 23   | 24   | 25   | 26   | 27   | 28   | 29   | 30   |
| Turnaj             | -68  | -74  | -82  | -82  | -82  | -82  | -85  | -85  | -85  | -85  | -85  | -84  | -84  | -84  | -96  | -96  |
| ------------------ | ---- | ---- | ---- | ---- | ---- | ---- | ---- | ---- | ---- | ---- | ---- | ---- | ---- | ---- | ---- | ---- |
| Olympijské hry     |      | —    |      |      |      | 1.   |      |      |      | 1.   |      |      |      | 4.   |      |      |
| Mistrovství světa  | —    |      | 1.   | úč.  | 1.   |      | 2.   | 5.   | úč.  |      | úč.  | 6.   | 7.   |      | 1.   | 3.   |
| Mistrovství Evropy | —    | —    | 2.   | 5.   | 7.   | 1.   | 1.   | 1.   | 1.   | —    | 1.   | 1.   | —    | —    | 1.   | 1.   |
| MS nadějí          | —    |      | —    |      | 3.   |      |      |      |      |      |      |      |      |      |      |      |
| ME nadějí          |      | —    |      | 1.   |      |      |      |      |      |      |      |      |      |      |      |      |
| MS juniorů         |      | 2.   |      | 1.   |      |      |      |      |      |      |      |      |      |      |      |      |
| ME juniorů         | —    |      | 1.   |      |      |      |      |      |      |      |      |      |      |      |      |      |
| MS dorostenců      | 4.   | 1.   |      |      |      |      |      |      |      |      |      |      |      |      |      |      |